# Thouinia rotundata
Thouinia rotundata är en kinesträdsväxtart som beskrevs av John Wright. Thouinia rotundata ingår i släktet Thouinia och familjen kinesträdsväxter. Inga underarter finns listade i Catalogue of Life.